# Classe Etna (navire ravitailleur)
Pour les autres classes de navires du même nom, voir Classe Etna.
La Classe Etna  est une classe de navire ravitailleur (avec hélisurface) de la marine grecque.

## Navires
| Navire                  | Marine            | Nom        | Constructeur      | Commission    | Status                   |
| ----------------------- | ----------------- | ---------- | ----------------- | ------------- | ------------------------ |
| Etna (A 5326)           | Marina Militare   | Etna       | Fincantieri       | July 29, 1998 | En Service (depuis 2018) |
| HS Prometheus Προμηθέας | Marine hellénique | Prometheus | Elefsis Shipyards | July 8, 2003  | En Service (depuis 2018) |

## Galerie

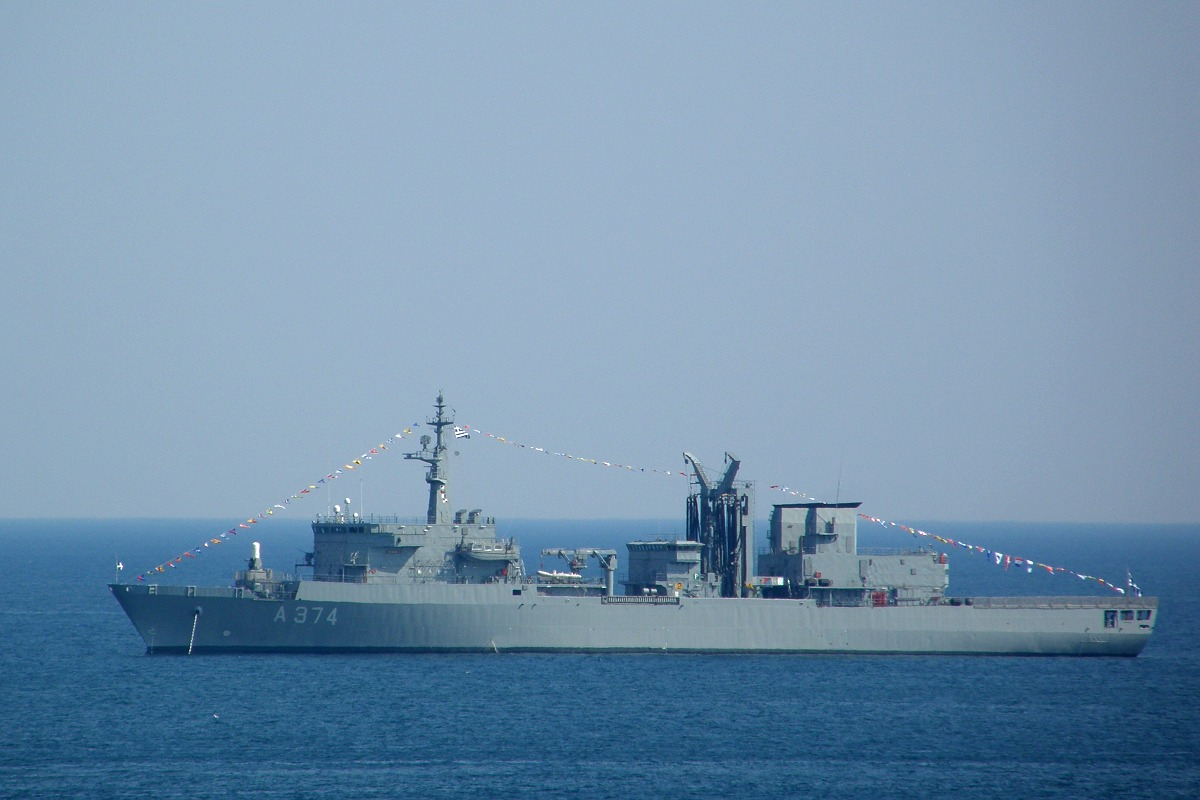
HS A-374 Prometheus at Faliron bay (2008)
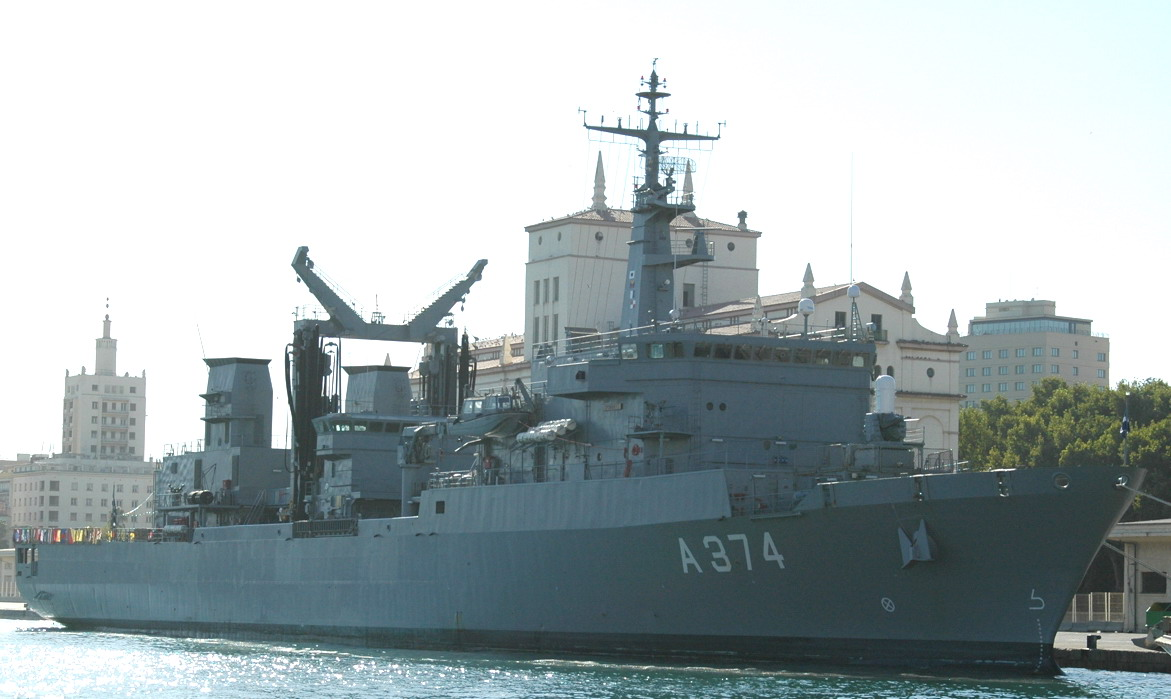
HS Prometheus A374, Malaga, (2005)
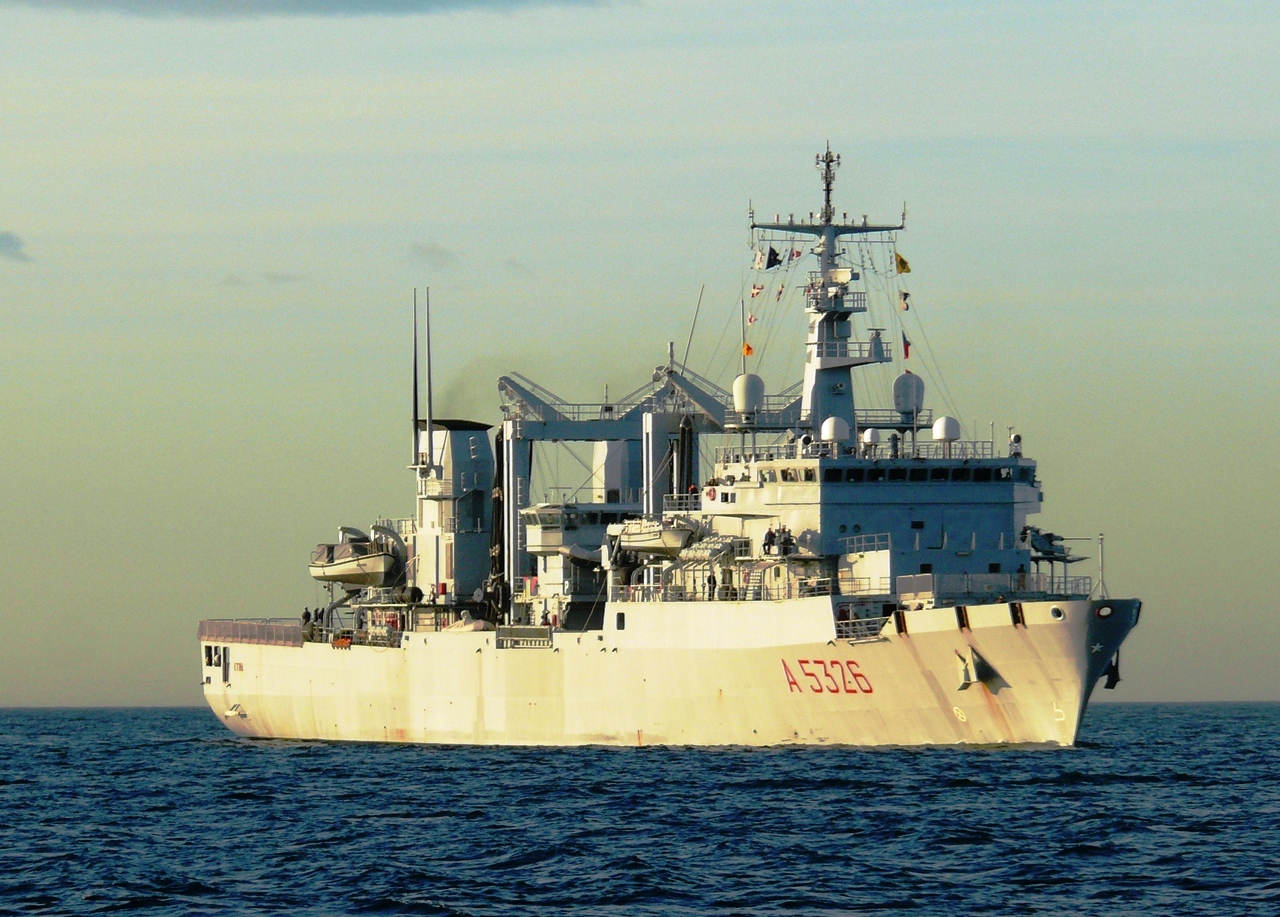
A 5326 Etna, au large de Cartagena, (2011)